# Radeon R420
Radeon R420 je inženýrské označení pro GPU vyvíjené firmou ATI (dnes AMD) a je pájen na grafické karty řady Radeon X100. Podporuje DirectX 9.0b, Shader model 2.0. Jádra byla vydána v roce 2004 a 2005. Nástupce byl Radeon R520.

## Modely
- Podpora DirectX 9.0b a OpenGL 2.0

### R410
- Vydáno 2004
- Jádro
  - Frekvence až 400 MHz
  - 6 vertex, 4/8 pixel, 8 TMU a 8 ROP jednotky
- AGP 8x
- Paměť
  - 256 MiB DDR, DDR2, GDDR3
  - Efektivní až 1 GHz
  - Propustnost až 32 GB/s
  - 128bitová sběrnice
- Grafické karty: Radeon X700

### R420
- Vydáno Q2 2004
- Jádro
  - Frekvence až 520 MHz
  - 6 vertex, 4/16 pixel, 4/16 TMU a 4/16 ROP jednotky
- AGP 8x
- Paměť
  - 256 MiB DDR, DDR2, GDDR3
  - Efektivní frekvence až 1,12 GHz
  - Propustnost až 35,8 GB/s
  - 256bitová sběrnice
- Grafické karty: Radeon X800 VE, Radeon X800 SE, Radeon X800 GT, Radeon X800 Pro, Radeon X800 Pro VIVO, Radeon X800 XT, AIW X800 XT, Radeon X800 XT PE

### R430
- Vydáno 2004
- Jádro
  - Frekvence až 500 MHz
  - 6 vertex, 16 pixel, 16 TMU a 16 ROP jednotky
- AGP 8x
- Paměť
  - 256 MiB GDDR3
  - Frekvence až 1 GHz
  - Propustnost až 32 GB/s
  - 256bitová sběrnice
- Grafické karty: Radeon X800 XL

### R481
- Vydáno 2005
- Jádro
  - Frekvence až 540 MHz
  - 6 vertex, 12/16 pixel, 12/16 TMU a 12/16 ROP jednotky
- AGP 8x
- Paměť
  - 256 MiB GDDR3
  - Frekvence až 1,1 GHz
  - Propustnost až 35,2 GB/s
  - 256bitová sběrnice
- Grafické karty: Radeon X850 Pro, Radeon X850 XT, Radeon X850 XT PE

## Podrobnější info
- 1 Zařazení je bráno v době vydání nebo po dobu kdy nebylo nic novějšího.

| Počet jader | Podpora API | Podpora API | Podpora API |
| Počet jader | DirectX     | OpenGL      |             |
| ----------- | ----------- | ----------- | ----------- |
| 1           | 9.0b        | 2.0         |             |

| Název čipu | Vydáno        | Modely karet                      | Část trhu 1       | Připojitelné rozhraní | Čip         | Čip      | Čip      | Čip | Čip    | Frekvence (MHz) | Frekvence (MHz) | Frekvence (MHz) | Výkon          | Výkon        | Paměťová část | Paměťová část  | Paměťová část      | Paměťová část        |
| Název čipu | Vydáno        | Modely karet                      | Část trhu 1       | Připojitelné rozhraní | Proces (nm) | Jednotky | Jednotky | TMU | ROP    | Čip             | Paměti          | Paměti          | Fillrate       | Fillrate     | Paměť (MiB)   | Typ pamětí     | Propustnost (GB/s) | Šířka sběrnice (bit) |
| Název čipu | Vydáno        | Modely karet                      | Část trhu 1       | Připojitelné rozhraní | Proces (nm) | Pixel    | Vertex   | TMU | ROP    | Čip             | Reálná          | Efektivní       | Texture (GT/s) | Pixel (GP/s) | Paměť (MiB)   | Typ pamětí     | Propustnost (GB/s) | Šířka sběrnice (bit) |
| ---------- | ------------- | --------------------------------- | ----------------- | --------------------- | ----------- | -------- | -------- | --- | ------ | --------------- | --------------- | --------------- | -------------- | ------------ | ------------- | -------------- | ------------------ | -------------------- |
| RV410      | Září 2004     | X700                              | Nižší             | PCIe x16 AGP 8x       | 110         | 8        | 6        | 8   | 8      | 250 400         | 266 350 400     | 532 700 800     | 2 3,2          | 2 3,2        | 128 256       | DDR DDR2 GDDR3 | 8,5 11,2 12,8      | 128                  |
| RV410      | 2004          | X700 SE                           | Nižší             | PCIe x16              | 110         | 8        | 6        | 8   | 8      | 400             | 250             | 500             | 3,2            | 3,2          | 128 256       | DDR            | 8                  | 128                  |
| RV410      | Září 2004     | X700 Pro                          | Nižší             | PCIe x16 AGP 8x       | 110         | 8        | 6        | 8   | 8      | 425             | 430             | 860             | 3,4            | 3,4          | 128 256       | GDDR3          | 13,76              | 128                  |
| RV410      | Září 2004     | X700 XT                           | Předváděcí vzorky | PCIe x16              | 110         | 8        | 6        | 8   | 8      | 475             | 525             | 1050            | 3,8            | 3,8          | 128           | GDDR3          | 16,8               | 128                  |
| R420       |               | X800 VE                           | Nejnižší          | AGP 8x                | 130 low-k   | 4        | 6        | 4   | 4      | 425             | 400             | 800             | 1,7            | 1,7          | 256           | DDR DDR2 GDDR3 | 25,6               | 256                  |
| R420       | X800 SE       | Nižší                             | AGP 8x            | 8                     | 130 low-k   | 6        | 8        | 8   | 425    | 400             | 800             | 3,4             | 3,4            | 256          | GDDR3         | 25,6           |                    | 256                  |
| R420       | 2005          | X800 GT                           | Nižší             | 8                     | 130 low-k   | 6        | 8        | 8   | AGP 8x | 475             | 490             | 980             | 3,8            | 3,8          | 256           | GDDR3          | 31,36              | 256                  |
| R420       | Listopad 2005 | X800 GTO                          | Střední           | AGP 8x                | 130 low-k   | 12       | 6        | 12  | 12     | 400             | 490             | 980             | 4,8            | 4,8          | 256           | GDDR3          | 31,36              | 256                  |
| R420       | Květen 2004   | X800 PRO X800 PRO VIVO            | Střední           | AGP 8x                | 130 low-k   | 12       | 6        | 12  | 12     | 475             | 450             | 900             | 5,7            | 5,7          | 256           | GDDR3          | 28,8               | 256                  |
| R420       | 2004          | X800 XT X800 XT AIW               | Vyšší             | AGP 8x                | 130 low-k   | 16       | 6        | 16  | 16     | 500             | 500             | 1000            | 8              | 8            | 256           | GDDR3          | 32                 | 256                  |
| R420       | 2004          | X800 XT PE                        | Vyšší             | AGP 8x                | 130 low-k   | 16       | 6        | 16  | 16     | 520             | 560             | 1120            | 8,32           | 8,32         | 256           | GDDR3          | 35,84              | 256                  |
| R423       | Září 2005     | Radeon X800 GT 128                | Nižší             | PCIe x16              | 130 Low-K   | 8        | 6        | 8   | 8      | 390 475         | 350             | 700             | 3,128 3,8      | 3,128 3,8    | 128           | DDR GDDR3      | 22,4               | 256                  |
| R423       | Září 2005     | Radeon X800 GTO 256               | Nižší             | PCIe x16              | 130 Low-K   | 8        | 6        | 8   | 8      | 475             | 490             | 980             | 3,8            | 3,8          | 256           | GDDR3          | 31,36              | 256                  |
| R423       | Listopad 2005 | Radeon X800 GTO 128               | Střední           | PCIe x16              | 130 Low-K   | 12       | 6        | 12  | 12     | 400             | 350             | 700             | 4,8            | 4,8          | 128           | DDR GDDR3      | 22,4               | 256                  |
| R423       | Listopad 2005 | Radeon X800 GTO 265               | Střední           | PCIe x16              | 130 Low-K   | 12       | 6        | 12  | 12     | 400             | 490             | 980             | 4,8            | 4,8          | 256           | GDDR3          | 31,36              | 256                  |
| R423       | Květen 2004   | X800 PRO X800 PRO VIVO            | Střední           | PCIe x16              | 130 Low-K   | 12       | 6        | 12  | 12     | 475             | 450             | 900             | 5,7            | 5,7          | 256           | GDDR3          | 28,8               | 256                  |
| R423       | 2004          | X800 XT X800 XT VIVO              | Střední           | PCIe x16              | 130 Low-K   | 12       | 6        | 12  | 12     | 500             | 500             | 1000            | 8              | 8            | 256           | GDDR3          | 32                 | 256                  |
| R423       | 2004          | X800 XT PE                        | Střední           | PCIe x16              | 130 Low-K   | 12       | 6        | 12  | 12     | 520             | 560             | 1120            | 8,32           | 8,32         | 256           | GDDR3          | 35,84              | 256                  |
| R430       | Prosinec 2004 | X800                              | Střední           | PCIe x16, AGP 8x      | 110         | 12       | 6        | 12  | 12     | 392             | 350             | 700             | 4,704          | 4,704        | 128 256 512   | DDR            | 22,4               | 256                  |
| R430       | Prosinec 2004 | X800                              | Střední           | PCIe x16, AGP 8x      | 110         | 12       | 6        | 12  | 12     | 392             | 490             | 980             | 4,704          | 4,704        | 128 256 512   | GDDR3          | 31,36              | 256                  |
| R430       | Listopad 2005 | Radeon X800 GTO 128               | Střední           | PCIe x16              | 110         | 12       | 6        | 12  | 12     | 400             | 350             | 700             | 4,8            | 4,8          | 128           | DDR            | 22,4               | 256                  |
| R430       | Září 2005     | Radeon X800 GTO²                  | Střední           | PCIe x16              | 110         | 12       | 6        | 12  | 12     | 400             | 490             | 980             | 4,8            | 4,8          | 256           | GDDR3          | 31,36              | 256                  |
| R430       | Září 2005     | Radeon X800 GTO²                  | Střední           | PCIe x16              | 110         | 16       | 6        | 16  | 16     | 400             | 490             | 980             | 6,4            | 6,4          | 256           | GDDR3          | 31,36              | 256                  |
| R430       | 2005          | Radeon X800 GTO-16                | Vyšší             | PCIe x16              | 110         | 16       | 6        | 16  | 16     | 400             | 490             | 980             | 6,4            | 6,4          | 256           | GDDR3          | 31,36              | 256                  |
| R430       | 2004          | Radeon X800 XL Radeon X800 XT AIW | Nejvyšší          | PCIe x16              | 110         | 16       | 6        | 16  | 16     | 400             | 490             | 980             | 6,4            | 6,4          | 256           | GDDR3          | 31,36              | 256                  |
| R430       | Prosinec 2004 | Radeon X800 XL                    | Nejvyšší          | PCIe x16              | 110         | 16       | 6        | 16  | 16     | 400             | 500             | 1000            | 6,4            | 6,4          | 256 512       | GDDR3          | 32                 | 256                  |
| R480       | Září 2005     | Radeon X800 GT 128                | Střední           | PCIe x16              | 130 low-K   | 8        | 6        | 8   | 8      | 392             | 350             | 700             | 3,132          | 3,132        | 128           | DDR            | 22,4               | 256                  |
| R480       | Září 2005     | Radeon X800 GT 128                | Střední           | PCIe x16              | 130 low-K   | 8        | 6        | 8   | 8      | 475             | 350             | 700             | 3,8            | 3,8          | 128           | DDR            | 22,4               | 256                  |
| R480       | Září 2005     | Radeon X800 GT 256                | Střední           | PCIe x16              | 130 low-K   | 8        | 6        | 8   | 8      | 475             | 490             | 980             | 3,8            | 3,8          | 256           | GDDR3          | 31,36              | 256                  |
| R480       | Listopad 2005 | Radeon X800 GTO 128               | Vyšší             | PCIe x16              | 130 low-K   | 12       | 6        | 12  | 12     | 400             | 350             | 700             | 4,8            | 4,8          | 128           | DDR            | 22,1               | 256                  |
| R480       | Listopad 2005 | Radeon X800 GTO 256               | Vyšší             | PCIe x16              | 130 low-K   | 12       | 6        | 12  | 12     | 400             | 490             | 980             | 4,8            | 4,8          | 256           | GDDR3          | 31,36              | 256                  |
| R480       | 2005          | Radeon X800 GTO²                  | Vyšší             | PCIe x16              | 130 low-K   | 12       | 6        | 12  | 12     | 400             | 490             | 980             | 4,8            | 4,8          | 256           | GDDR3          | 31,36              | 256                  |
| R480       | 2005          | Radeon X800 GTO²                  | Vyšší             | PCIe x16              | 130 low-K   | 16       | 6        | 16  | 16     | 400             | 490             | 980             | 6,4            | 6,4          | 256           | GDDR3          | 31,36              | 256                  |
| R480       | Prosinec 2004 | Radeon X850 PRO                   | Vyšší             | PCIe x16              | 130 low-K   | 12       | 6        | 12  | 12     | 520             | 540             | 1080            | 6,24           | 6,24         | 256           | GDDR3          | 34,56              | 256                  |
| R480       | Prosinec 2004 | Radeon X850 XT                    | Nejvyšší          | PCIe x16              | 130 low-K   | 16       | 6        | 16  | 16     | 520             | 540             | 1080            | 8,32           | 8,32         | 256           | GDDR3          | 34,56              | 256                  |
| R480       | Prosinec 2004 | Radeon X850 XT PE                 | Nejvyšší          | PCIe x16              | 130 low-K   | 16       | 6        | 16  | 16     | 540             | 590             | 1180            | 8,32           | 8,32         | 256           | GDDR3          | 37,76              | 256                  |
| R481       | Listopad 2005 | X800 GTO                          | Vyšší             | AGP 8x                | 130 low-K   | 12       | 6        | 12  | 12     | 400             | 490             | 980             | 4,8            | 4,8          | 256           | GDDR3          | 31,36              | 256                  |
| R481       | 2005          | X850 PRO                          | Vyšší             | AGP 8x                | 130 low-K   | 12       | 6        | 12  | 12     | 520             | 560             | 1120            | 6,24           | 6,24         | 256           | GDDR3          | 34,56              | 256                  |
| R481       | 2005          | X850 XT                           | Nejvyšší          | AGP 8x                | 130 low-K   | 16       | 6        | 16  | 16     | 520             | 560             | 1120            | 8,32           | 8,32         | 256           | GDDR3          | 34,56              | 256                  |
| R481       | 2005          | X850 XT PE                        | Nejvyšší          | AGP 8x                | 130 low-K   | 16       | 6        | 16  | 16     | 540             | 590             | 1180            | 8,64           | 8,64         | 256           | GDDR3          | 37,76              | 256                  |
| Název čipu | Vydáno        | Modely karet                      | Část trhu 1       | Připojitelné rozhraní | Proces (nm) | Pixel    | Vertex   | TMU | ROP    | Čip             | Reálná          | Efektivní       | Texture (GT/s) | Pixel (GP/s) | Paměť (MiB)   | Typ pamětí     | Propustnost (GB/s) | Šířka sběrnice (bit) |
| Název čipu | Vydáno        | Modely karet                      | Část trhu 1       | Připojitelné rozhraní | Proces (nm) | Jednotky | Jednotky | TMU | ROP    | Čip             | Paměti          | Paměti          | Fillrate       | Fillrate     | Paměť (MiB)   | Typ pamětí     | Propustnost (GB/s) | Šířka sběrnice (bit) |
| Název čipu | Vydáno        | Modely karet                      | Část trhu 1       | Připojitelné rozhraní | Čip         | Čip      | Čip      | Čip | Čip    | Frekvence (MHz) | Frekvence (MHz) | Frekvence (MHz) | Výkon          | Výkon        | Paměťová část | Paměťová část  | Paměťová část      | Paměťová část        |

## Podrobně R420
GPU R420 je nástupce R300. ATI místo revoluce zvolila pouze evoluci, kvůli tomu podporuje DirectX 9.0b a Shader model 2.0+. Zaměřila se na zvýšení paralelního zpracování dat, úpravu paměťového řadiče, přidání vyhlazování FSAA a přidání technologie 3Dc. GPU je vyráběn 130nm Low-K (označení Black Diamond) procesem a je v pouzdru FC-BGA, je složen z 160 miliónu tranzistorů.
Staví na SIMD/MIMD architektuře, obsahuje až 16 pixel (seskupeno po 4) a 6 vertex jednotek a po 6 TMU a ROP jednotkách, dále 4-cestný křížový paměťový řadič s podporou pamětí až GDDR3.